# Yanghai-Gräber

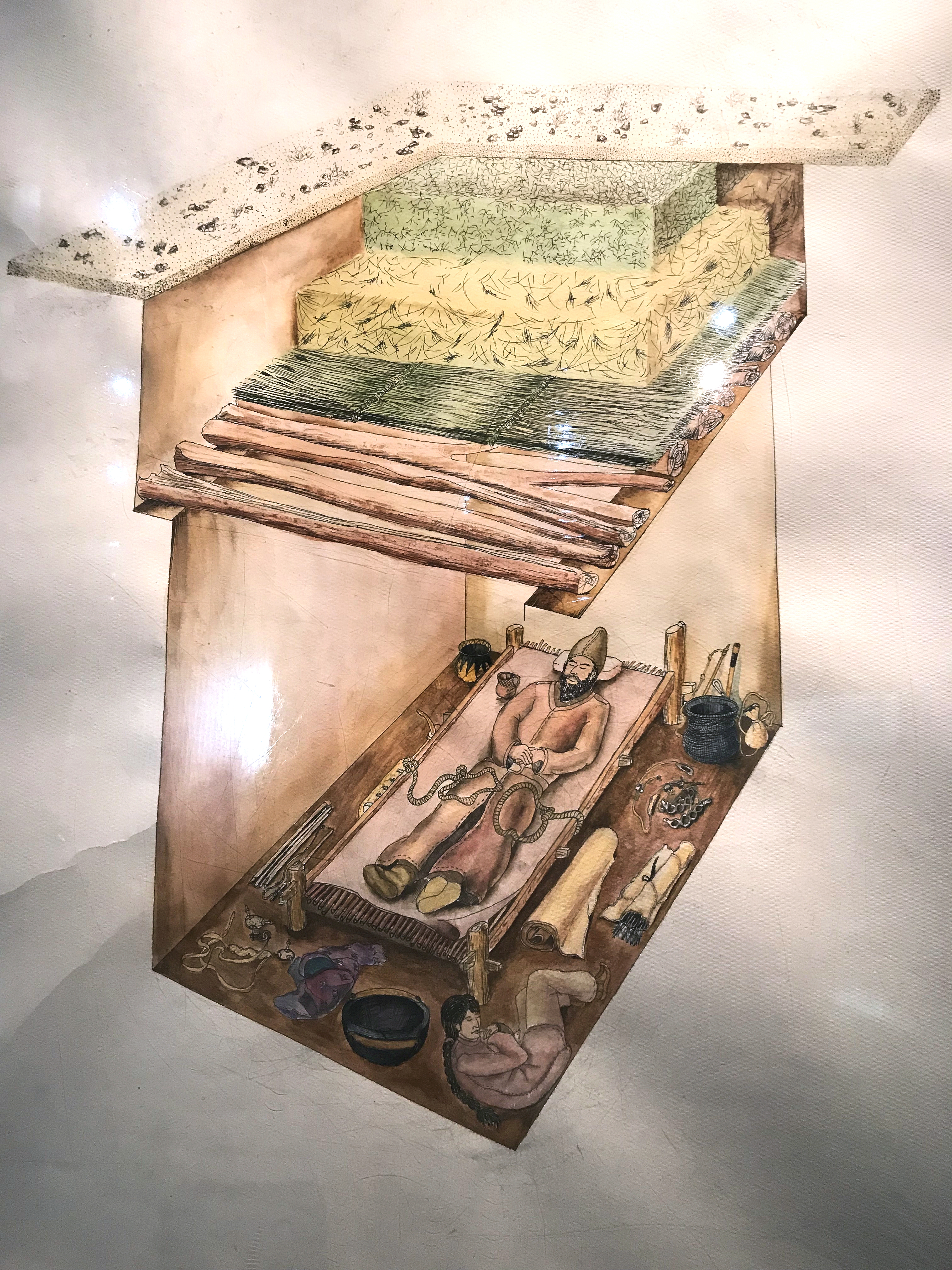

Die Yanghai-Gräber oder Gräberfelder von Yanghai (chinesisch 洋海墓群, Pinyin Yánghǎi Mùqún) liegen am Rande der Turfan-Senke am Südhang der sogenannten Flammenden Berge nordwestlich des Dorfes Yanghaixia (洋海夏村,  Yánghǎixià Cūn) der Gemeinde Tuyugou (吐溝鄉 / 吐峪沟乡,  Tùyùgōu Xiāng) im Kreis Piqan, Shanshan (鄯善縣 / 鄯善县,  Shànshàn Xiàn) des Uighurischen Autonomen Gebiets Xinjiang im Westen Chinas. Es handelt sich um verschiedene Gräberfelder aus der Bronzezeit bis in die Zeit der Tang-Dynastie.
Besondere Beachtung wurde den dort entdeckten Zerealien zuteil, darunter Rispenhirse (Panicum miliaceum), Gerste (Hordeum vulgare var. nudum) und Weizen (Triticum aestivum).
In den Gräbern fanden sich auch Reste von Keimlingen, Blättern und Früchten von Hanf (Cannabis sativa), deren Alter mit der Radiokohlenstoffdatierung auf ca. 2.500 Jahre bestimmt werden konnte.
Die Yanghai-Gräber stehen seit 2006 auf der Liste der Denkmäler der Volksrepublik China (6-291).